# Skyride
Skyride è un singolo del dj torinese Gabry Ponte, in collaborazione con Zhana, pubblicato nel 2011.
È prodotto dai Cahill, che hanno supportato artisti come Lady Gaga, Chris Brown, e Inna.
Si presenta come una hit estiva e accoglie numerosi consensi in Italia e in Inghilterra grazie a un sound rilassante e a una melodia vincente.
Il brano viene pubblicato ufficialmente il 6 luglio 2011, seguito dal video ufficiale il 15 luglio 2011.

## Tracce
1. Skyride (feat. Zhana) (Cahill radio edit) – 3:31
2. Skyride (feat. Zhana) (Cahill club mix) – 6:36
3. Skyride (feat. Zhana) (Djs From Mars radio edit) – 3:30
4. Skyride (feat. Zhana) (Djs From Mars club remix) – 6:15

Durata totale: 19:52